# Parnassius imperator
Parnassius imperator är en fjärilsart som beskrevs av Charles Oberthür 1883. Parnassius imperator ingår i släktet Parnassius och familjen riddarfjärilar. Inga underarter finns listade i Catalogue of Life.

## Bildgalleri

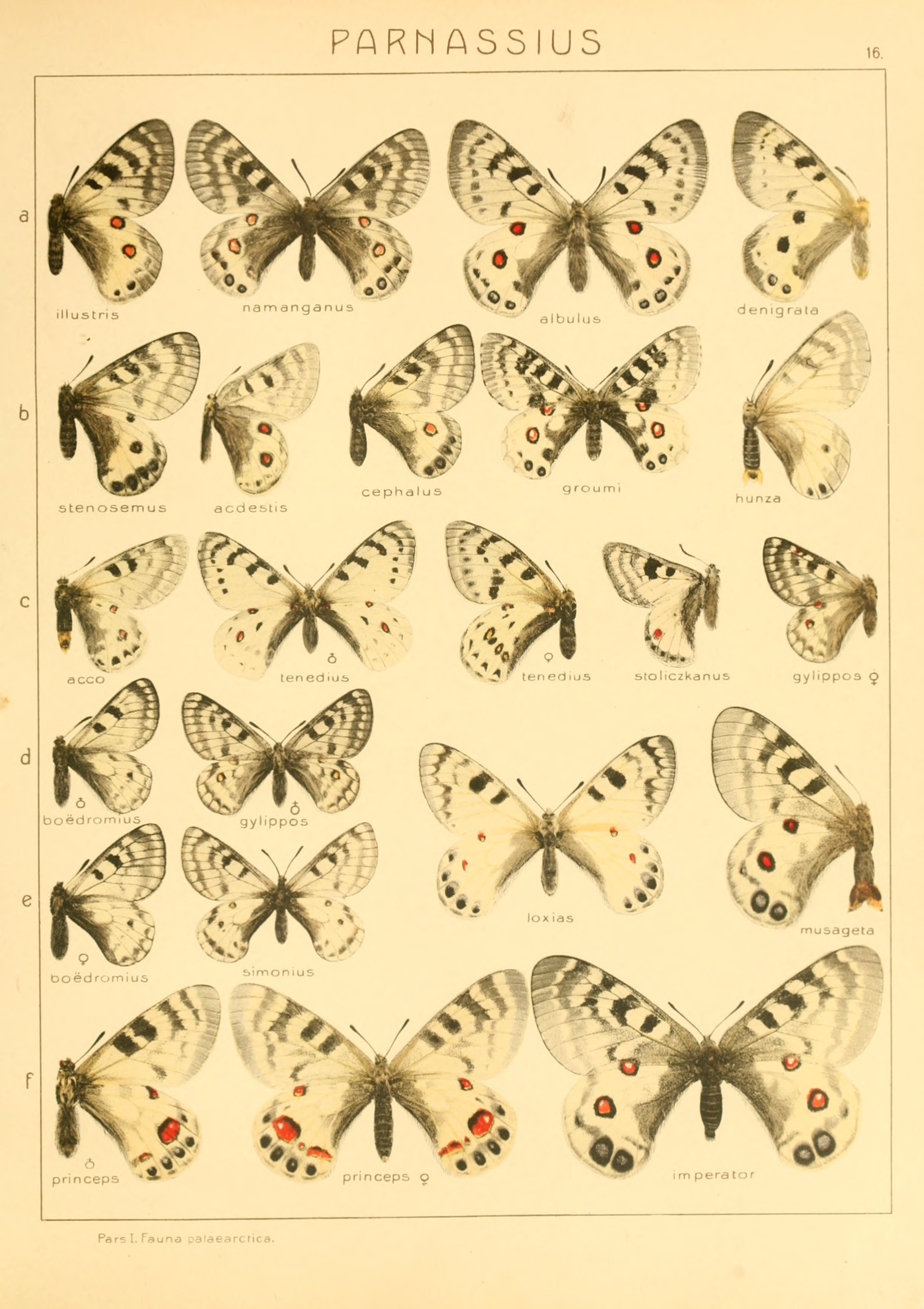
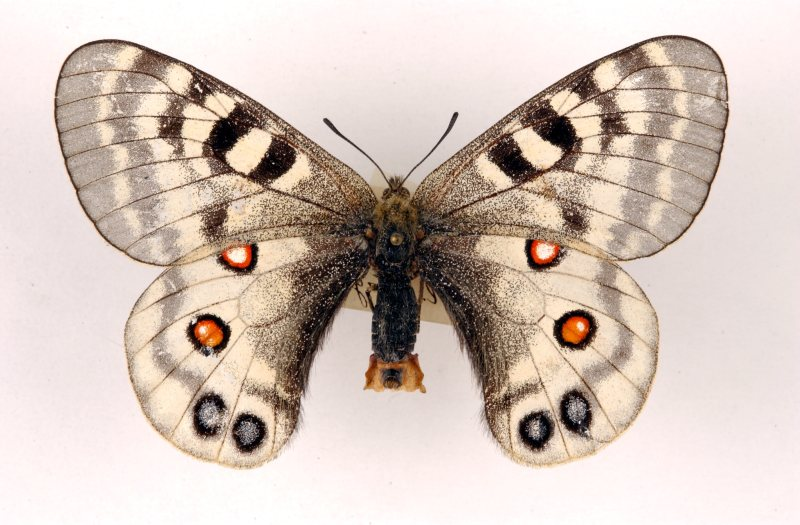
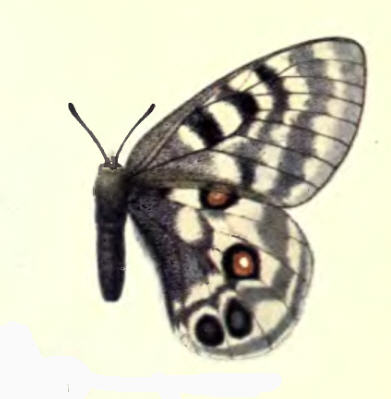